# George Voinovich
 (mars 2019).
Si vous disposez d'ouvrages ou d'articles de référence ou si vous connaissez des sites web de qualité traitant du thème abordé ici, merci de compléter l'article en donnant les références utiles à sa vérifiabilité et en les liant à la section « Notes et références ».
George Victor Voinovich, ou George Voinovich, né le 15 juillet 1936 à Cleveland (Ohio) et mort le 12 juin 2016 dans la même ville, est un homme politique américain, membre du Parti républicain, sénateur de l'Ohio au Congrès des États-Unis de 1999 à 2011, gouverneur de l'État de l'Ohio de 1991 à 1998 et maire de Cleveland de 1980 à 1988.

## Biographie

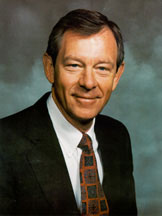
George Voinovich.

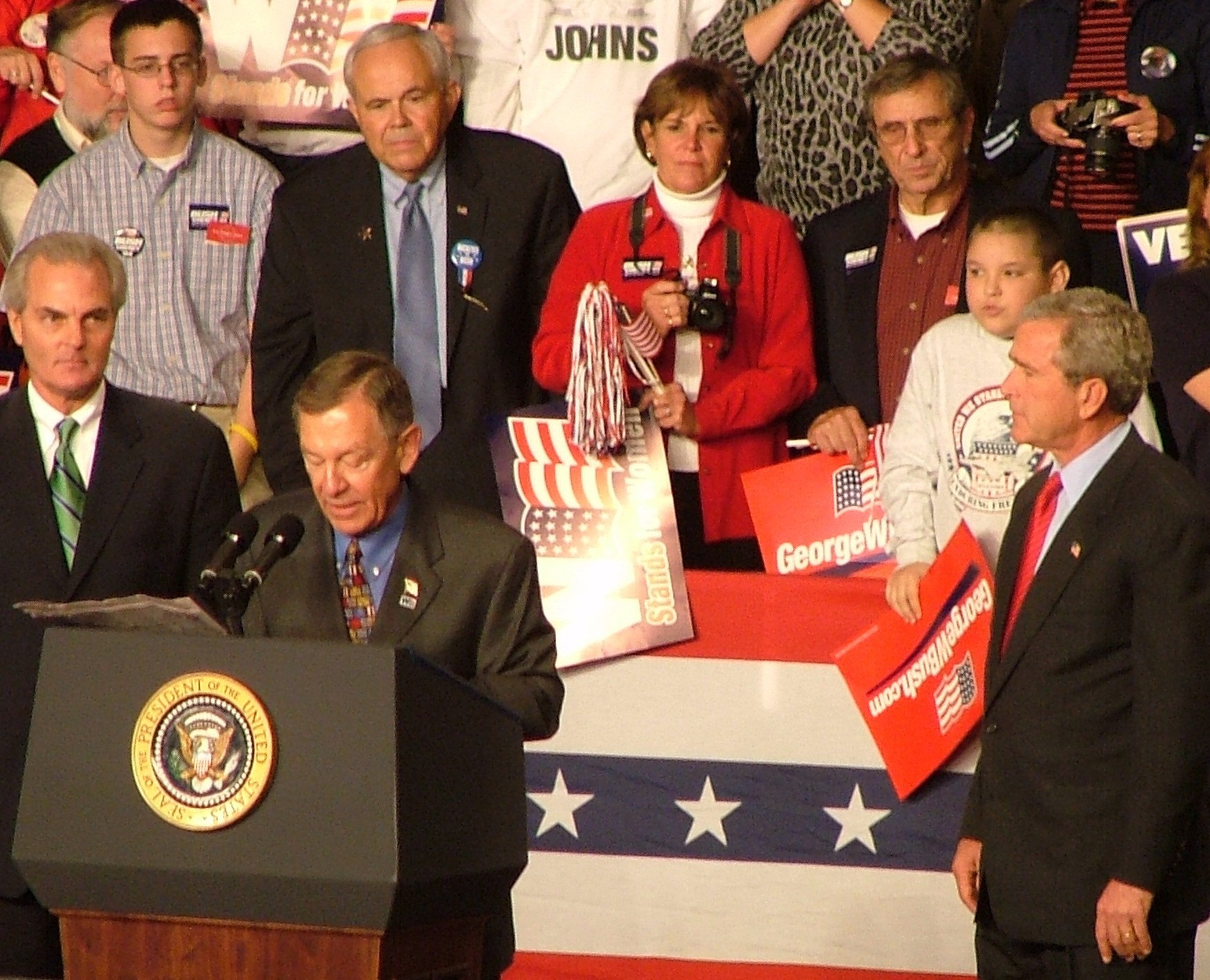
George Voinovich durant la campagne présidentielle de 2004 avec le président George W. Bush.

George Voinovich est né le 15 juillet 1936 à Cleveland d'un père serbe et d'une mère slovène, dont la famille a migré depuis le royaume de Yougoslavie. Il fait ses études au lycée de Collinwood à Cleveland. Il est diplômé en droit de l'université d'Ohio.
En 1963, il devient l'assistant du procureur général de l'Ohio et est membre de la Chambre des représentants de l'Ohio de 1967 à 1971,.
De 1971 à 1976, il est responsable des finances du comté de Cuyahoga puis en 1978, est élu lieutenant-gouverneur de l'Ohio au côté du gouverneur James Rhodes. En 1980, il est élu maire de Cleveland en battant le maire démocrate sortant, Dennis Kucinich.
En 1988, il tente de se faire élire au Sénat américain mais est battu nettement par le titulaire démocrate, Howard Metzenbaum.
En 1990, il est élu gouverneur de l'Ohio en battant son adversaire, Anthony J. Celebrezze Jr., et succède ainsi au gouverneur démocrate Richard Celeste. Il est réélu en 1994 avec 72 % des voix contre le démocrate Robert L. Burch Jr. En novembre 1998, il est élu sénateur de l'Ohio au Congrès des États-Unis, reprenant le siège du sénateur démocrate John Glenn, laissé vacant. En novembre 2004, il est réélu sénateur avec 64 % des voix contre 36 % au démocrate Eric Fingerhut.
Voinovich est un républicain modéré qualifié de Republican In Name Only par ses adversaires conservateurs.
Par exemple, il a voté contre les réductions d'impôts du GOP et a été l'un des premiers membres de son parti à appeler à un retrait des forces armées des États-Unis en Irak; une position qui a provoqué des querelles avec son compatriote républicain John McCain d'Arizona lors d'une réunion à huis clos en 2007.
Les statistiques de vote de Roll Call montrent que, pendant l'administration du président George W. Bush, Voinovich s'est rangé du côté de son caucus dans 83 % des votes jusqu'en novembre 2008, où il a divergé des démocrates; seuls six autres sénateurs du GOP se sont détachés du parti plus fréquemment.
En mai 2005, membre du comité du Sénat des relations internationales, il refuse d'entériner la nomination de John R. Bolton, candidat de George W. Bush au poste d'ambassadeur américain aux Nations unies, dont il dira plus tard qu'il a fait un bon travail.

Il déclara notamment, en larmes, à la tribune du Sénat : 
« 
Nous allons tous voter demain et j'ai bien peur que lorsque nous allons aller aux urnes, que beaucoup trop de mes collègues… que beaucoup trop de mes collègues ne vont pas comprendre que cette nomination est très très importante pour notre pays, à un moment stratégique alors que nous avons besoin d'amis dans le monde entier. Nous avons besoin de quelqu'un là-bas qui sera capable de faire le boulot. Et je sais, des collègues vont me dire “Ah, George, laisse tomber, ça va marcher”. Je ne veux pas prendre ce risque. Je suis revenu ici, j'ai entrepris un nouveau mandat, parce que je me préoccupe de mes enfants et de mes petits-enfants. J'espère seulement que mes collègues vont prendre le temps nécessaire, et qu'avant d'aller aux urnes, ils auront réfléchi sérieusement pour savoir si nous devons envoyer ou non John R. Bolton aux Nations unies. »